# María Teresa del Canto
María Teresa del Canto Molina, née le 18 janvier 1898 à Catemu (Chili) et morte le 14 mai 1987, est une enseignante et femme politique chilienne. Nommée ministre de l'Éducation en 1952, sous la présidence de Carlos Ibáñez del Campo, elle devient la deuxième femme ministre du Chili après Adriana Olguín, nommée plus tôt la même année. Elle est ensuite maire de Santiago de 1953 à 1957.

## Biographie
Elle commence ses études à San Felipe, fréquentant une école pour garçons, car la ville ne comptait à l'époque aucun établissement destiné aux filles. Diplômée de l'École pédagogique de Santiago, elle devient professeure d'anglais et travaille à San Felipe, San Carlos et Rengo. Elle prend sa retraite en 1950.
Membre du Parti des femmes chiliennes (es), elle y est responsable du sujet des affaires sociales.
Le 3 novembre 1952, elle devient ministre de l'Éducation dans le gouvernement de Carlos Ibáñez del Campo, après que le poste a été refusé par la fondatrice du Parti des femmes, María de la Cruz. Elle quitte ses fonctions le 1er avril 1953.
Elle est ensuite nommée maire de Santiago, la capitale du Chili, par le président Ibáñez. Elle occupe cette responsabilité du 19 juin 1953 au 31 octobre 1957. En 1958, elle devient surintendante de l'éducation dans le gouvernement du président Jorge Alessandri Rodríguez.
En 1954, elle reçoit une médaille de la municipalité de la ville de Paris et la croix Pro Ecclesia et Pontifice du Saint-Siège. Elle a également reçu des distinctions des villes de Madrid, Rio de Janeiro, Catemu et Asunción,. En 1987, peu de temps avant sa mort, elle est décorée de l'ordre du mérite du Conseil mondial de l'éducation. 
En 1993, une école de sa ville natale de Catemu est nommée en son honneur.